# Lola Lasurt
Lola Lasurt (Barcelona, 1983) és una artista catalana que viu i treballa entre Gant (Bèlgica) i Barcelona. El 2014 és artista resident a HISK (Gant) i membre del col·lectiu Leland Palmer, dedicat a elaborar projectes d'investigació des de la filosofia i les arts.
Llicenciada en belles arts per la UB l'any 2005. Postgrau en estètica i teoria de l'art contemporani, Pensar l'art d'avui, del Departament de Filosofia de la UAB i màster en produccions artístiques i recerca de la UB. L'any 2008 entra com a artista resident a Hangar i obté la beca de producció «Projectes deslocalitzats» de la Sala d'Art Jove per dur a terme el vídeo Expendeduría 193, que participa en la Biennal d'Art de Valls de 2009. L'any 2010 a Espai Eart i l'any 2012 a HISK (Bèlgica). El 2011 rep un ajut per a la recerca i la creació del CoNCA pel projecte audiovisual Exercici de ritme i l'any 2012 obté una beca d'intercanvi entre Hangar i Greatmore Art Studios, a Ciutat del Cap (Sud-àfrica).
Entre les seves exposicions individuals, destaquen Amnèsies, EspaiDos de Terrassa (2012), i El gegant menhir, Museu Abelló de Mollet del Vallès (2011) i Doble Autorització a l'Espai 13 de la Fundació Joan Miró (2014). I entre les exposicions col·lectives, Los inmutables, Galeria DAFO, Lleida (2012); La gran aventura, Can Felipa (2012); Learn & Teach, Greatmore Art Studios; i la realitzada en el marc del Programa de la Imagen de Huesca (2012).

## Exposicions individuals[5]
- 2021 Cardiograma, IVAM, València.
- 2020 Joc d’Infants, La Capella, Barcelona.
- 2017 Emissió Periòdica Definitiva. Santcorneliart(2), Cardedeu.
- 2016 Donació, a càrrec de Latitudes. Barcelona Gallery Weekend/ Biblioteca pública Arús, Barcelona.
- 2015 Promenade, a càrrec de Tania Nasielsky, 105 Besme, Brussel·les
- 2015 Flagg Dancing Moves, intervenció a càrrec de (or)nothing. WTC (World Trade Centre), Brussel·les.
- 2015 Exercici de ritme. Galería Joan Prats, Barcelona.
- 2014 Doble Autorització́, dins del cicle 'Arqueologia preventiva' a càrrec d'Oriol Fontdevila. Espai13, Fundació Miró. Barcelona.
- 2012 Amnèsies, dins del cicle ‘Constel·lacions familiars' a càrrec d'Alexandra Laudo. EspaiDos de la Sala Muncunill. Terrassa Arts Visuals. Terrassa.
- 011 El Gegant Menhir, dins del cicle ‘De com convertir un Museu en Arena’ a càrrec d'Oriol Fontdevila. L’Aparador del Museu Abelló, Mollet del Vallès.

## Publicacions[5]
- 2022 Ensayo para Deep Song : Rehearsal for Deep Song : un intento de aprender el baile de Martha Graham : an attempt at learning Martha Graham's dance. Disseny: Filiep Tacq. Editorial Concreta. València.
- 2021 Thaïs, tercer acte. Disseny: Carles Murillo. Producció: The Green Parrot, en el marc de l’exposició ‘Uns altres temps'. Barcelona.
- 2020 Joc d’Infants. Disseny: Carles Murillo. Producció: La Capella/Bcn Producció, en el marc de l’exposició ‘Joc d’Infants'. Barcelona.
- 2020 Duelo por la España Negra. Disseny: Filiep Tacq. Producció: Museu Verhaeren. Bèlgica.
- 2015 A Visit to the CP Nel Museum with Mo. Disseny: Lauren Grusenmeyer. Producció: Young Belgian Art Prize/ BOZAR. Brussel·les
- 2014 Monument a Ferrer i Guardia - 24 FOTOS. Disseny: Hijos de Martín. Editada per la Fundació Joan Miró en el marc del cicle d’exposicions ‘Arqueologia Preventiva’.
- 2011 El Gegant Menhir. Disseny: Andreu Balius. Editada pel Museu Abelló en el marc del cicle d’exposicions ‘De com convertir un museu en arena’ , Mollet del Vallès, Barcelona.